# Паризька конвенція про охорону промислової власності

Паризька конвенція про охорону промислової власності (англ. Paris Convention for the Protection of Industrial Property) підписана у Парижі 20 березня 1883 року є однією з найперших та найважливіших міжнародних угод у сфері інтелектуальної власності. За цією конвенцією патенти будь-якої країни-учасниці є доступними всім іншим учасникам цієї конвенції.
Окрім того, ця конвенція встановила так зване право пріоритету: воно забезпечує, що подавач заявки в одній з країн-членів конвенції може використовувати дату своєї першої заявки (що подана у межах однієї з країн-членів) як дату наступної заявки до будь-якої іншої держави-учасниці конвенції, якщо він подав цю наступну заявку у межах 6 (для торговельних марок та промислових зразків) або 12 місяців (для патентів та корисних моделей) з дати першої заявки.
За станом на 21 вересня 2013 року, країнами-членами даної конвенції є 175 країн світу.

## Історія
Після дипломатичної конференції у Парижі у 1880 році, конвенція була підписана 1883 року 11 країнами: Бельгія, Бразилія, Гватемала, Іспанія, Італія, Нідерланди, Португалія, Сальвадор, Сербія, Франція та Швейцарія.
Конвенція була переглянута кілька разів:
- Брюссель (Бельгія) 14 грудня 1900 року;
- Вашингтон (Сполучені Штати Америки) 2 червня 1911 року;
- Гааґа (Нідерланди) 6 листопада 1925 року;
- Лондон (Велика Британія) 2 червня 1934 року;
- Лісабон (Португалія) 31 жовтня 1958 року;
- Стокгольм (Швеція) 14 липня 1967 року;
- була скоректована 28 вересня 1979 року.

Паризька конвенція про охорону промислової власності набуття чинності для України: 25 грудня 1991 року.